# Tomzanonia filicina
Tomzanonia filicina là một loài thực vật có hoa trong họ Lan. Loài này được (Dod) Nir miêu tả khoa học đầu tiên năm 1997.